# Tigar
Tigar (lat. Panthera tigris) je najveća vrsta mačaka na svijetu. Živi u azijskim džunglama, u jugoistočnom Sibiru i jugoistočnoj Aziji. 

## Osobine
Poznato je devet podvrsta ove vrste (od kojih je jedna pouzdano, a dvije su vjerojatno istrijebljene) koje su međusobno vrlo slične, ali se značajno razlikuju veličinom i težinom. Najmanja podvrsta živi u Indoneziji. Dug je 140 cm, a rep mu je još oko 60 cm. Mužjaci teže 120 kg, a ženke oko 90 kg. Sibirski tigar je bitno veći. Dužina tijela može biti čak i 3 metra. Rep je dug 90 cm. a može doseći masu preko 350 kg (ženka 300 kg). Time je sibirski tigar, nakon medvjeda najveći kopneni grabežljivac.

## Rasprostranjenost
Tigar živi od Indije na istoku do Kine i Jugoistočne Azije, a prema sjeveru do Amura i dalje do istočnog Sibira. Od otoka u Jugoistočnoj Aziji danas živi još samo na Sumatri, dok je na drugim velikim indonezijskim otocima istrijebljen. 
Nekada je živio i zapadno od Indije, preko prednje Azije do Turske, no ta podvrsta kaspijski tigar je najvjerojatnije istrijebljena još od 1970-ih godina.
Tigrovi su prije svega šumske životinje, jer im je za lov prikradanjem potreban šumski podrast.

## Podvrste
- Sibirski tigar, Amurski ili Mandžurski tigar (P. t. altaica) je daleko najveća podvrsta, i nekada je živio na području istočnog Sibira, Mandžurije i Koreje. Zbog masovnog lova, broj im je na graničnim kinesko-ruskim i kinesko-korejskim područjima bio samo oko 150 jedinki. U međuvremenu se, zahvaljujući mjerama zaštite, broj ponovo popeo na oko 500 jedinki, no još ga se smatra vrlo ugroženim.

- Južnokineski tigar (P. t. amoyensis) je podvrsta koja je nekada živjela na cijelom području Kine, dok danas u prirodi živi još samo oko 40 jedinki u planinskom području Guandonga. Vrlo je vjerojatno, da je to sljedeća podvrsta osuđena na izumiranje; kad bi mjere zaštite i uspjele, upitno je je li tako malena populacija još sposobna da se obnovi (vidi genetičko usko grlo). Tek se kasno počelo s programom uzgoja u zoološkim vrtovima, tako da se teško može računati s uspjehom, jer i životinje za uzgoj potječu iz iste, genetički vrlo ograničene populacije.

- Balijski tigar (P. t. balica)† je živio endemski na otoku Baliju i intenzivnim lovom kao i uništavanjem staništa istrijebljen je još 1940-ih godina prošlog stoljeća.

- Indokineski tigar (P. t. corbetti) nastanjuje kopnene dijelove Jugoistočne Azije; postoji još oko 1.500 jedinki koje su gotovo sve u Kambodži i Laosu. U drugim državama ovog područja su već istrijebljenji ili su neposredno pred istrijebljenjem.

- Malajski tigar (P. t. jacksoni) je ranije smatran indokineskim tigrom. Tek 2004. je genetičkom analizom utvrđeno, da je riječ o zasebnoj podvrsti. Živi na području malajskog poluotoka i pred izumiranjem je.

- Sumatranski tigar (P. t. sumatrae) je jedina otočna podvrsta koja je do danas preživjela. U brdskim područjima Sumatre živi još oko 500 jedinki. To je od svih živućih podvsta rastom najmanja.

- Javanski tigar (P. t. sondaica) † je živio na Javi, najgušće naseljenom otoku Indonezije. Jedna jedinka je zadnji put viđena 1979. i od tada se ta podvrsta smatra izumrlom.

- Bengalski tigar (P. t. tigris) je najbrojnija podvrsta tigra, i druga po veličini poslije sibirskog.
- P. t. virgata †

- bengalski tigar s mladuncima.
- indokineski tigar
- malajski tigar
- sumatranski tigar
- sibirski tigar
- južnokineski tigar
- javanski tigar †
- kaspijski tigar †

Pripada carstvu životinja, razredu sisavaca i skupini mačaka, točnije velikih mačaka. Bijeli tigrovi su obojene varijante bengalskog tigra.

## Ugroženost
Tigrovi su vrlo ugrožena vrsta: broj živućih tigrova je od 5.000 do 7.000. Zapravo, tigrova je više u zoološkim vrtovima, nego u divljini. U idućih bi nekoliko godina tigrovi u prirodi mogli izumrijeti, pa bi se mogli moći vidjeti samo iza ograde. Najugroženiji južnokineski tigrovi pokušavaju se razmnožiti u savanama Afrike a zatim vratiti u prirodno stanište. Tigrove najviše ugrožava potražnja za trofejima i tradicionalna kineska medicina.